# Représentations diplomatiques au Burkina Faso

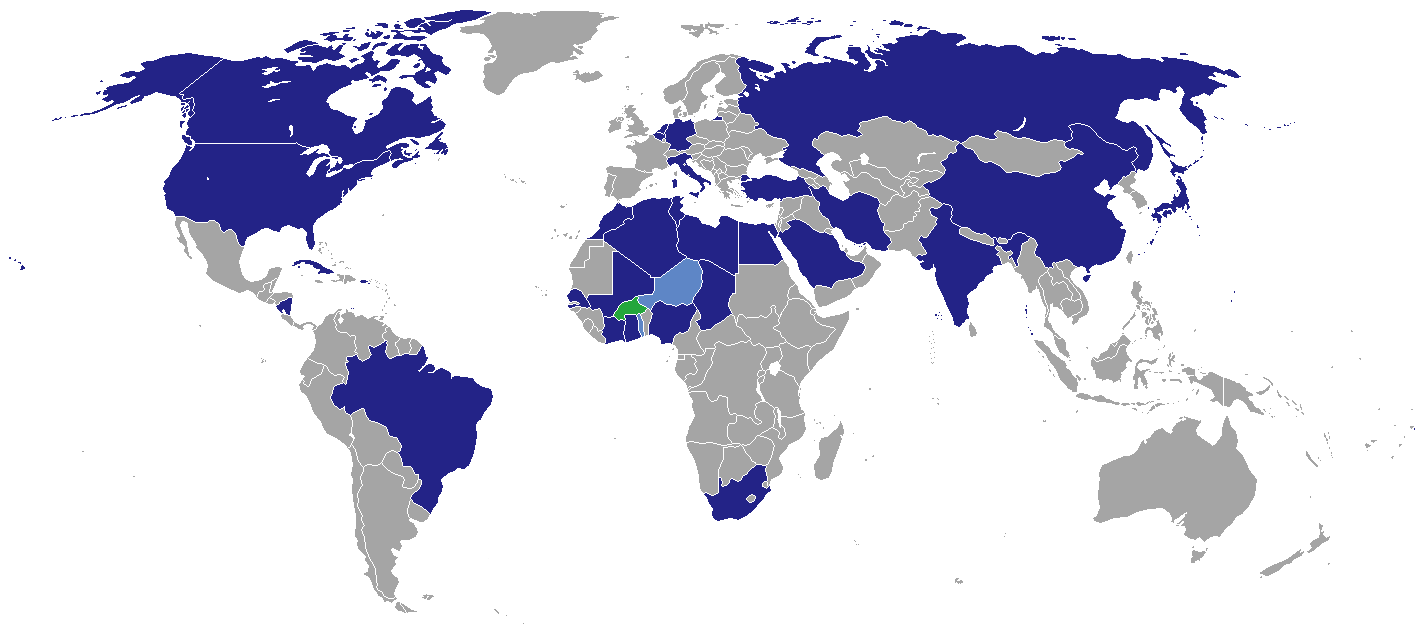
Représentations diplomatiques au Burkina Faso

Voici une liste des représentations diplomatiques au Burkina Faso. Actuellement, la capitale Ouagadougou abrite 34 ambassades. Plusieurs autres pays ont des ambassadeurs accrédités au Burkina Faso, la plupart résidant ailleurs en Afrique de l'Ouest.

## Ambassades
Ouagadougou
| - Afrique du Sud - Algérie - Allemagne - Arabie saoudite - Belgique - Brésil - Canada - Chine - Côte d'Ivoire - Cuba - Danemark - Égypte - États-Unis - France - Ghana - India - Iran | - Italie - Japon - Libye - Luxembourg - Mali - Maroc - Nicaragua - Nigeria - Ordre de Malte - Pays-Bas - Russie - Sénégal - Soudan - Tchad - Tunisie - Turquie - Vatican |

## Consulats

### Consulat général à Ouagadougou
- Niger
- Togo

## Autres postes à Ouagadougou
- Union européenne (Délégation)

## Ambassades non résidentes
| - Afrique du Sud (Abidjan) - Albanie (Alger) - Angola (Lagos) - Argentine (Abuja) - Australie (Accra) - Palestine (Bamako) - Autriche (Dakar) - Bangladesh (Dakar) - Bénin (Accra) - Biélorussie (Moscou) - Botswana (Abuja) - Cameroun (Abidjan) - Cap-Vert (Dakar) - Chypre (Tripoli) - Corée du Sud (Abidjan) - Croatie (Rabat) - Espagne (Abidjan) - Éthiopie (Abidjan) - Finlande (Abuja) - Gabon (Abidjan) - Gambie (Dakar) - Grèce (Abuja) - Guinée (Bamako) - Guinée équatoriale (Lagos) - Hongrie (Lagos) - Indonésie (Abuja) - Irak (Bamako) - Israël (Abidjan) - Koweït (Dakar) - Liban (Abidjan) | - Liberia (Abidjan) - Madagascar (Dakar) - Malaisie (Dakar) - Mauritanie (Bamako) - Mexique (Abuja) - Norvège (Abidjan) - Oman (Algiers) - Pakistan (Abuja) - Pays-Bas (Bamako) - Philippines (Abuja) - Pologne (Alger) - Portugal (Dakar) - République du Congo (Abidjan) - Tchéquie (Accra) - Roumanie (Dakar) - Royaume-Uni (Accra) - Russie (Abidjan) - Rwanda (Abidjan) - Serbie (New York) - Slovaquie (Abuja) - Soudan (Lagos) - Suisse (Abidjan) - Syrie (Lagos) - Tanzanie (Abuja) - Thaïlande (Dakar) - Togo (Accra) - Tunisie (Bamako) - Ukraine (Moscou) - Viêt Nam (Rabat) |

## Anciennes ambassades
- Taïwan